# Heinrich Otto Wieland
Heinrich Otto Wieland (Pforzheim, 4 giugno 1877 – Monaco di Baviera, 5 agosto 1957) è stato un chimico tedesco.
Nel 1927 vinse il premio Nobel per la Chimica per le sue ricerche sugli acidi biliari. Fu successore nel 1917 di Adolf von Baeyer come professore di Chimica all'Università di Monaco. È membro della Royal Society.
In suo onore, nel 1964 venne istituito il Premio Heinrich Wieland, conferito annualmente a scienziati distintisi in chimica, biochimica, fisiologia e medicina.

## Biografia
Nel 1901 Wieland ricevette il dottorato all'Università di Monaco mentre studiava sotto Johannes Thiele. Nel 1904 completò la sua abilitazione, poi continuò a insegnare all'università e dal 1907 fu consulente per Boehringer Ingelheim. Nel 1914 divenne professore associato in Chimica organica e direttore della Divisione Organica del Laboratorio Statale di Monaco. Dal 1917 al 1918 Wieland lavorò al servizio del (KWI) Kaiser Wilhelm Institute for Physical Chemistry and Elektrochemistry a Dahlem, allora guidato da Fritz Haber, in alternativa al normale servizio militare. Lì è stato coinvolto nella ricerca sulle armi, ad esempio trovando nuove vie sintetiche per l'iprite. Gli viene anche attribuita la prima sintesi di adamsite.
Dal 1913 al 1921, fu professore all'Università Tecnica di Monaco. Si trasferì quindi all'Università di Friburgo come successore di Ludwig Gattermann. A Friburgo iniziò a lavorare su veleni di rospo e sugli acidi biliari. In associazione con Boehringer Ingelheim lavorò su alcaloidi sintetici come morfina e stricnina.
Nel 1925 Wieland succedette a Richard Willstätter come professore di chimica all'Università di Monaco.
Nel 1941, Wieland isolò la tossina alfa-amanitina, il più importante principio attivo di uno dei funghi più velenosi al mondo, l'Amanita phalloides.
Quando era professore a Monaco si adoperò per aiutare gli studenti ebrei perseguitati dalle leggi razziste note come leggi di Norimberga. Studenti espulsi dall'Università perché di razza "impura" trovarono il sostegno di Wieland, che continuò a mantenere aperto il suo laboratorio a tutti gli studenti ebrei. Hans Conrad Leipelt, uno studente di Wieland, è stato condannato a morte dopo aver raccolto denaro per la vedova di Kurt Huber, Clara Huber.

## Famiglia
Il padre di Heinrich, Theodor Wieland (1846-1928) era un farmacista con un dottorato in chimica. Possedeva una raffineria d'oro e d'argento a Pforzheim. Heinrich Wieland era cugino di Helene Boehringer, moglie di Albert Boehringer, fondatore di Boehringer Ingelheim. Dal 1915 alla fine del 1920, è stato consigliere presso Boehringer Ingelheim e durante questo periodo ha istituito il primo dipartimento scientifico dell'azienda.
Eva Wieland, figlia di Heinrich Wieland, sposò Feodor Lynen il 14 maggio 1937.